# Emilio R. Escobar
Emilio Rosario Escobar (Luján, Buenos Aires, 4 de octubre de 1886 - Buenos Aires, 24 de agosto de 1949) fue un militar, político, docente y diplomático argentino. Actuó como Interventor Federal en la provincia de Catamarca durante 1945 y 1946.

## Biografía
Emilio Rosario Escobar siguió los cursos del Colegio Militar, egresando como subteniente de caballería.  Alcanzó el grado de capitán y abandonó la carrera militar para ingresar en la Facultad de Derecho y Ciencias Sociales de la Universidad de Buenos Aires, en la que se graduó de abogado y doctor en diplomacia, también cursó estudios en el Instituto Superior del Profesorado donde se graduó en Filosofía y Letras.
Ejerció sucesivamente diversos puestos diplomáticos en Venezuela, Paraguay, Bolivia, Uruguay, Chile y Cuba. En 1943 fue designado asesor de la delegación argentina ante el Comité para la Defensa Política del Continente, reunido en la ciudad de Montevideo.
Durante los años 1945 y 1946 fue interventor federal en la provincia de Catamarca, y más tarde embajador extraordinario en China hasta 1948.
Distinguióse también como docente, habiendo desempeñado cátedras en el Instituto Nacional del Profesorado Secundario, de Buenos Aires, en la Escuela de Pilotos de la Marina y en otros establecimientos del Estado.
Perteneció a diversas instituciones. En 1921 fue vicepresidente de la Sociedad Astronómica Argentina.